# Alessandro Zan

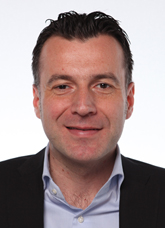
Alessandro Zan

Alessandro Zan (sinh ngày 4 tháng 10 năm 1973 tại Padova) là một chính khách cánh tả người Ý, nhà hoạt động LGBT.

## Cuộc đời
Zan là một thành viên hàng đầu của tổ chức đồng tính Ý Arcigay. Từ năm 2013, ông là thành viên của Hạ viện Ý.